# Robert VII d'Alvèrnia
Robert VII d'Alvèrnia el Gran, (vers 1282 - 13 d'octubre de 1325), fou comte d'Alvèrnia i de Boulogne (1314-1325), fill de Robert VI d'Alvèrnia (1250-1314), i de Beatriu de Montgascon, i successor del pare en els dos feus.
El 1308, encara hereu, va combatre al Nivernais en la lluita entre Erard de Saint-Vérand i Oudard de Montaigu i, en el bàndol del segon, va participar en la gran batalla del dia 9 d'octubre. El 1317 i el 1318, com a comte, va anar amb la noblesa local, en ajut del rei Felip V el Llarg en la lluita contra els flamencs.

## Matrimoni i fills
Va contreure dos matrimonis:
El 25 de juny de 1303, a París, amb Blanca de Borbó (morta el 1304), dita Blanca de Clermont, filla de Robert de França (1256-1317), comte de Clermont-en-Beauvaisis i de Beatriu de Borgonya (1257-1310), senyora de Borbó. D'aquesta primera unió fou fill:
- Guillem XIII d'Alvèrnia (1303-1332), comte d'Alvèrnia i comte de Boulogne (1325-1332)

En segones núpcies, el 1312, es va casar amb Maria de Flandes, filla de Guillem sense Terra de Crèvecoeur, dit Lord Dermon i d'Alix de Clermont-Nesle, vescomtessa de Châteaudun. D'aquest segon matrimoni van néixer:
- Joan I d'Alvèrnia (mort el 1386), comte de Montfort (dates no conegudes), comte d'Alvèrnia (1361-1386) i comte de Boulogne (1361-1386)

- Guiu d'Alvèrnia (mort el 1373), dit Guiu de Boulogne, arquebisbe de Lió, cardenal (1342), mort el 25 de novembre de 1373 a Lleida

- Jofre o Godofreu d'Alvèrnia (mort vers 1385), senyor de Montgascon, casat el 1364 amb Margarida († 1374) (filla de Joan delfí d'Alvèrnia, comte de Clarmont, i d'Anna de Poitiers); després amb Joana de Ventadour de la que va néixer la comtessa Maria I d'Alvèrnia; i el 1376 amb Blanca (filla de Guiu el Boteller de Senlis i de Maria de Cherchemont).[1]

- Matilde d'Alvèrnia, dita també Mafalda, casada el juny de 1334 amb Amadeu III (1311-1367), comte de Ginebra